# Segregação ocupacional
A segregação ocupacional é a distribuição de trabalhadores entre e dentro das ocupações, com base nas características demográficas, na maioria das vezes por gênero. Outros tipos de segregação ocupacional incluem a segregação racial, étnica e por orientação sexual. Essas características demográficas costumam se cruzar. Enquanto um trabalho se refere a uma posição real em uma empresa ou indústria, uma ocupação representa um grupo de empregos semelhantes que exigem requisitos de habilidade e deveres semelhantes. Muitas ocupações são segregadas dentro delas mesmas por causa dos empregos diferentes, mas isso é difícil de detectar em termos de dados ocupacionais. A segregação ocupacional compara diferentes grupos e suas ocupações no contexto de toda a força de trabalho. O valor ou prestígio dos empregos normalmente não são considerados nas medições.
Os níveis de segregação ocupacional diferem com base na perfeita segregação e integração. A segregação perfeita ocorre quando qualquer ocupação emprega apenas um grupo. A integração perfeita, por outro lado, ocorre quando cada grupo ocupa a mesma proporção de cargos em uma ocupação que ocupa na força de trabalho.
Pesquisadores, como Biblarz et al., Argumentam que a segregação ocupacional geralmente ocorre em padrões, seja horizontalmente (entre ocupações) ou verticalmente (dentro da hierarquia de ocupações) e é provavelmente causada por discriminação baseada em gênero. Entretanto, é importante notar que, no passado, a segregação ocupacional com relação à raça não foi bem pesquisada, com muitos estudos optando por comparar dois grupos em vez de múltiplos grupos. Devido ao fato de que diferentes gêneros de diferentes origens raciais/étnicas experimentam obstáculos diversos, medir a segregação ocupacional é mais diversificada. Em última análise, a segregação ocupacional resulta em disparidades salariais e na perda de oportunidades para candidatos capazes que são esquecidos por causa de seu gênero e raça/etnia.

## Nos Estados Unidos

### Tendências de gênero
Ao longo do último século, nos Estados Unidos, houve uma estabilidade surpreendente nas pontuações do índice de segregação, que medem o nível de segregação ocupacional do mercado de trabalho. Houve quedas na segregação ocupacional entre os anos de 1970 e 1980, à medida que as tecnologias que tornavam o trabalho doméstico mais rápido e fácil permitiam que mais mulheres tivessem tempo para ingressar na força de trabalho. No entanto, a segregação ocupacional permanece um elemento fixo da força de trabalho dos Estados Unidos hoje. Em 1996, descobriu-se que a segregação ocupacional por gênero nas últimas três gerações não diminuiu. Em um estudo, mulheres adultas que trabalhavam na década de 1980 provavelmente enfrentaram a mesma segregação ocupacional enfrentada por suas mães que trabalhavam na década de 1960 e suas avós trabalhando na década de 1940.

### Tendências raciais
Os dados de segregação sexual após a década de 1990 são extensos, mas os dados de segregação racial são menos abrangentes. Além disso, embora seja fácil ver as tendências nacionais, nem sempre reflete as tendências nos diferentes setores. Certas regiões dos Estados Unidos são mais propensas à segregação ocupacional. Devido à história da escravidão, às leis Jim Crow e à lenta transição para uma economia industrial, a força de trabalho do Sul tem sido mais segregada racialmente do que a do resto dos Estados Unidos.
A Grande Migração (1910-1970) representou uma mudança na população afro-americana do Sul para o Norte, e dos empregos agrícolas para os industriais. A Grande Depressão (1929-1933) fez com que muitos afro-americanos fossem demitidos primeiro em comparação com outros em suas empresas, o que os levou a se dedicar ao trabalho autônomo, como tarefas domésticas ou abrir seus próprios negócios como costureiros ou donos de lojas. Na década de 1940, os tipos de empregos disponíveis começaram a mudar da indústria para a de serviços, enquanto a parte agrícola mudou para máquinas que não exigiam muitos trabalhadores. Essa mudança criou novos empregos e eliminou outros empregos. A segregação racial começou a declinar após a criação do Título VII da Lei dos Direitos Civis de 1964.
Em 1980, os empregos que tinham uma representação maior de mulheres afro-americanas dobraram. Após a década de 1980, a segregação ocupacional pareceu ser reduzida de forma menos significativa devido ao aumento da representação de mulheres afro-americanas em áreas anteriormente com baixa representação (como advogados, juízes ou contadores) e uma diminuição da representação em áreas anteriormente com alta representação (por exemplo, ocupações domésticas privadas, trabalhadores da cozinha e serviços de zeladoria). Porém, em outros setores da economia, o inverso aconteceu; O aumento da super-representação ocorreu em áreas como ocupações de apoio administrativo, e o aumento da sub-representação ocorreu em áreas como o chefe do Executivo e administradores públicos.
O impacto da mudança original em direção a uma maior representação das mulheres afro-americanas no local de trabalho que ocorreu nas décadas de 1960 e 1970 começou a diminuir nas décadas de 1990 e 2000, resultando em menos mulheres afro-americanas subindo na força de trabalho. De 1940 a 2000, as mulheres afro-americanas de todas as origens educacionais experimentaram uma diminuição da segregação profissional; entretanto, depois de 2000, uma diminuição na segregação ocorreu apenas para mulheres com diploma de bacharel ou com experiência universitária geral. Apesar disso, os salários das mulheres com curso superior estão abaixo da média em comparação aos de seus pares.

## Tipos

### Gênero
A divisão de trabalho baseada em gênero ajuda a explicar a hierarquia de poder através da identidade de gênero, classe, raça, etnia e orientação sexual Feministas socialistas contribuem para essa ideologia por meio de uma estrutura marxista de trabalho alienado e os meios de produção . Heidi Hartmann enfatizou a divisão de gênero do trabalho como controle patriarcal sobre o trabalho das mulheres. Wally Saccombe sugeriu que o modo de produção deve se tornar uma unidade de produção e reprodução, na qual as habilidades reprodutivas das mulheres são vistas como uma fonte valiosa de trabalho ou renda. O movimento "salários para o trabalho doméstico" no final dos anos 1970 mostrou a importância da desigualdade de gênero no local de trabalho. Feministas socialistas criticaram a exploração do trabalho doméstico e reprodutivo das mulheres, uma vez que não era vista como uma mercadoria que merecesse pagamento na economia de mercado. As mulheres costumam trabalhar em jornada dupla ou dois turnos quando vão para um trabalho assalariado e depois voltam para casa para afazeres domésticos.

#### Horizontal
A segregação horizontal se refere às diferenças no número de pessoas de cada gênero presentes nas ocupações. É provável que a segregação horizontal seja aumentada pela reestruturação pós-industrial da economia (sociedade pós-industrial), na qual a expansão das indústrias de serviços exigiu que muitas mulheres entrassem na força de trabalho. Os milhões de donas de casa que entraram na economia durante a reestruturação pós-industrial entraram principalmente em empregos no setor de serviços, onde podiam trabalhar meio período e ter horários flexíveis. Embora essas opções sejam frequentemente atraentes para as mães, que muitas vezes são responsáveis pelo trabalho de cuidar de seus filhos e de suas casas, elas também estão, infelizmente, mais disponíveis em ocupações de baixa remuneração e status inferior. A ideia de que enfermeiras e professores costumam ser retratados como mulheres, enquanto médicos e advogados costumam ser considerados homens, é um exemplo de como a segregação horizontal está profundamente arraigada em nossa sociedade.

#### Vertical
O termo segregação vertical descreve o domínio dos homens nos empregos de maior status, tanto em ocupações tradicionalmente masculinas quanto femininas. Coloquialmente, a existência de segregação vertical é referida como permitindo aos homens andar em uma "escada rolante de vidro" através da qual as mulheres devem observar enquanto os homens as ultrapassam no caminho para as posições superiores. Geralmente, quanto menos segregação ocupacional presente em um país, menos segregação vertical existe, porque as mulheres têm uma melhor chance de obter as posições mais altas em uma determinada ocupação conforme aumenta sua participação no emprego nessa ocupação específica.
A segregação vertical pode ser um tanto difícil de medir entre ocupações porque se refere a hierarquias dentro de ocupações individuais. Por exemplo, a categoria de Profissionais de Educação (uma categoria na Classificação Padrão Australiana de Ocupações, Segunda Edição) é dividida em "Professores Escolares", "Professores de Educação Profissional e Universitária" e "Profissionais de Educação Diversos". Essas categorias são então subdivididas em subcategorias. Embora essas categorias descrevam adequadamente as divisões dentro da educação, elas não são comparáveis às categorias hierárquicas dentro de outras ocupações e, portanto, tornam as comparações dos níveis de segregação vertical bastante difíceis.

### Corrida
Diferentes minorias têm diferentes fatores que influenciam sua segregação. Nos Estados Unidos, Alonso-Villar et al. concluiu que os asiáticos são o grupo mais segregado com base nos dados da distribuição geral do emprego, enquanto os hispânicos são os mais segregados nos mercados locais. Os asiáticos tendem a se concentrar tanto em empregos de baixa remuneração, como operadores de máquinas de costura ou alfaiates, quanto em empregos de alta remuneração, como médicos ou engenheiros da computação. Essa variação pode ser devida ao fato de que dentro da categoria “Asiático”, os dados para diferentes etnias são diferentes, como entre asiáticos do sudeste e asiáticos do leste. Quando os fatores de características de capital humano e variáveis geográficas são removidos, os africanos e nativos americanos são os mais segregados. Enquanto asiáticos e hispânicos tendem a ser segregados devido às suas habilidades e características individuais, os negros e nativos americanos tendem a ser segregados incondicionalmente.
Quase 90% dos empregos nos Estados Unidos super representam ou sub representam os homens negros, o que demonstra a segregação. A super-representação ocorre em empregos com salários mais baixos, enquanto a sub-representação ocorre em empregos com salários mais altos. Os empregos com representação excessiva de homens negros e latinos tendem a diminuir os salários com o passar do tempo.

### Orientação sexual
Além do gênero, a orientação sexual também pode ser uma base significativa para a segregação ocupacional: há um número desproporcionalmente alto de trabalhadores gays e lésbicas em certas ocupações. A pesquisa mostra que os homens gays são mais propensos a ocupações de maioria feminina do que os homens heterossexuais, e as lésbicas são mais representadas em ocupações de maioria masculina do que as mulheres heterossexuais, mas mesmo depois de levar em conta essa tendência, comum a gays e lésbicas é a propensão a se concentrar em ocupações que proporcionam independência de tarefas ou requerem percepção social, ou ambos.

### Interseccionalidade
A interseccionalidade de raça / etnia e gênero na segregação ocupacional significa que os dois fatores se constroem um sobre o outro de uma forma complexa para criar seus próprios conjuntos únicos de questões. Entre os gêneros, existem noções preconcebidas; quando o gênero é ainda mais dividido por raça e etnia, os estereótipos diferem ainda mais. As mulheres são tratadas com mais segregação do que os homens; no entanto, a comparação de sexos diferentes mostra que existe uma disparidade racial / étnica maior entre os homens em comparação com as mulheres. No local de trabalho, a distribuição de mulheres hispânicas, asiáticas, afro-americanas e nativas americanas é muito semelhante. No entanto, entre os empregos mal pagos, as mulheres hispânicas representam o maior grupo demográfico.
Mintz descobriu que, desde 1983, a diferença de gênero diminuiu, mas fechou significativamente apenas entre os brancos. A representação de mulheres brancas em comparação com outras minorias foi a que mais aumentou. Para empregos que exigem um alto nível de educação, a representação das mulheres em todas as raças / etnias superou a dos homens; entretanto, ao comparar as diferenças de gênero dentro das raças, a lacuna entre os brancos foi menor, sugerindo que a educação traz mais benefícios para os homens brancos em termos de ocupações.

## Causas

### Preferências individuais
Segundo Eli Ginzberg, a auto seleção começa muito jovem e passa por várias etapas. À medida que as crianças começam a pensar em empregos, elas estão abertas a todas as possibilidades e não são limitadas por gênero, raça ou classe social. No final da idade adulta jovem, a escolha final da ocupação depende do grau de instrução da pessoa, do valor que ela atribui a diferentes ocupações, de suas emoções em relação ao mundo ao seu redor e das restrições ambientais que possui. Os adultos escolhem empregos que tenham um ambiente de trabalho que lhes seja familiar e que eles acreditem ter valor. É importante observar que, embora os indivíduos tenham preferências diferentes pelos empregos que desejam, a sociedade e a desigualdade no emprego podem influenciar essas escolhas.
Algumas mulheres se auto selecionam em posições de status mais elevado, preferindo ter mais tempo para ficar em casa e com suas famílias. De acordo com Sarah Damaske, essa escolha costuma ser feita porque os cargos de alto status não permitem tempo para a pesada carga de trabalho doméstico que muitas mulheres esperam assumir devido à divisão de gênero do trabalho no lar. As mulheres da classe trabalhadora, em particular, também às vezes se auto selecionam de cargos que consomem mais tempo ou de status mais elevado para manter a hierarquia de gênero tradicional e acordo doméstico.
As explicações do capital humano postulam, adicionalmente, que os homens são mais propensos do que as mulheres a preferir sua vida profissional ao invés de familiar. No entanto, a Pesquisa Social Geral descobriu que os homens eram apenas ligeiramente menos propensos do que as mulheres a valorizar as jornadas curtas, e que as preferências por características particulares do trabalho dependiam principalmente da idade, educação, raça e outras características, e não do gênero. Além disso, outra pesquisa mostrou que homens e mulheres provavelmente possuem preferências endógenas de trabalho, o que significa que suas preferências se devem aos empregos que ocupam e aos que ocuparam no passado, e não relacionadas inerentemente ao gênero. Depois de levar em consideração os empregos de homens e mulheres, não há diferença em suas preferências profissionais. Homens e mulheres engajados em tipos de trabalho semelhantes têm níveis semelhantes de compromisso com o trabalho e exibem outras preferências semelhantes.

### Disparidades educacionais
As minorias estão sujeitas a uma barreira linguística. Alguns imigrantes, apesar de possuírem uma elevada experiência no país de origem, não conseguem obter um emprego com a mesma classificação devido ao desconhecimento da língua. Muitos imigrantes que vêm para os Estados Unidos são asiáticos ou hispânicos que não falam inglês. Os imigrantes podem ter mais ou menos educação. Aqueles que não têm alta proficiência em inglês estão limitados a empregos de baixa remuneração e também com baixas expectativas de habilidades não relacionadas ao idioma. Como os trabalhadores das minorias tendem a ser mais jovens (as idades médias dos trabalhadores hispânicos, nativos americanos, negros e asiáticos são 35, 38, 39 e 39, respectivamente, em comparação com a idade média dos brancos, que é 42), eles têm menos experiência, o que os torna candidatos menos competitivos.
A baixa escolaridade é responsável por uma grande porcentagem do motivo pelo qual os nativos americanos e os negros são mais segregados no local de trabalho. No entanto, embora as diferenças raciais e étnicas nos níveis de educação sejam consideradas a principal explicação para a diferença salarial, ao comparar os salários entre raças / etnias com o mesmo nível educacional, ainda existem diferenças, sugerindo que este não é o único motivo. existe uma diferença salarial. Homens negros que se formaram no ensino médio ou desistiram têm uma taxa de desemprego duas vezes maior que a de seus pares brancos. As pessoas que pertencem a uma minoria racial / étnica terão uma desvantagem para conseguir um emprego, independentemente da sua escolaridade.
As explicações do capital humano são aquelas que argumentam que o sucesso ocupacional e econômico de um indivíduo e de um grupo pode ser pelo menos parcialmente atribuído às habilidades acumuladas desenvolvidas por meio da educação e experiências formais e informais. As explicações do capital humano para a segregação ocupacional, então, postulam que uma diferença nos níveis educacionais de homens e mulheres é responsável pela persistente segregação ocupacional. Por causa de seus alegados menos méritos educacionais, seu salário mais baixo é justificado. Contrariamente a esta teoria, no entanto, nos últimos 40 anos, o nível de escolaridade das mulheres ultrapassou o dos homens. Uma área da educação que pode desempenhar um papel substancial na segregação ocupacional, no entanto, é a escassez de mulheres nas ciências e na matemática. campos STEM tendem a ser canais para empregos mais bem pagos. Portanto, a falta de mulheres em empregos com melhor remuneração pode ser parcialmente devido ao fato de elas não cursarem ciências e matemática na escola. Isso pode ser visto em áreas como finanças, que são muito pesadas em matemática e também é um campo muito popular para aqueles que eventualmente ascendem a posições de alto status no setor privado. Essa escolha, como outras, costuma ser uma preferência pessoal ou feita por causa da ideia cultural de que as mulheres não são tão boas quanto os homens em matemática.

### Disparidades de trabalho
Os empregadores podem influenciar a disparidade salarial para mulheres e minorias de três maneiras. Eles podem fazer isso classificando mulheres e minorias raciais em empregos de baixa remuneração, enquanto suas contrapartes recebem empregos de melhor remuneração, seletivamente não escolhendo mulheres e minorias raciais para promoções e fornecendo recrutamento e publicidade para pessoas que não são mulheres ou minorias raciais. Ao mesmo tempo, os empregadores subestimam sistematicamente o trabalho das mulheres e das minorias raciais / étnicas em um conceito conhecido como discriminação valorativa. Para muitos empregos, entre o ponto de contato e a conclusão da inscrição, uma das funções dos recursos humanos é direcionar os candidatos a determinados empregos. A direção de recursos humanos pode ocorrer quando essa função é usada para transformar mulheres e minorias raciais em empregos com salários mais baixos.
As explicações do capital humano postulam que os homens tendem a ascender a cargos mais elevados do que as mulheres devido à disparidade na experiência de trabalho entre os gêneros. A diferença entre os cargos de homens e mulheres aumenta com a idade, e as mulheres formadas têm mais probabilidade do que os homens de interromper suas carreiras para criar os filhos. Essas escolhas também podem ser atribuídas à divisão do trabalho por gênero, que considera as mulheres as principais responsáveis pelos deveres domésticos.

### Estratégias de busca de emprego
De acordo com os sociólogos Hanson e Pratt, homens e mulheres empregam estratégias diferentes em suas buscas de emprego que desempenham um papel na segregação ocupacional. Essas estratégias diferentes são influenciadas pelas relações de poder no lar, pela natureza de gênero da vida social e pelas responsabilidades domésticas das mulheres. O último fator, em particular, leva as mulheres a priorizarem a proximidade geográfica do trabalho remunerado na procura de emprego. Além disso, descobriu-se que a maioria das pessoas encontrou seu emprego por meio de contatos informais. A natureza de gênero da vida social leva as mulheres a terem redes com alcance geográfico menor do que os homens. Assim, a localização das mulheres em ocupações dominadas por mulheres que são de status inferior e salários mais baixos é o resultado de "severas restrições de tempo do dia-a-dia" ao invés de uma escolha consciente e de longo prazo feita que seria capaz de maximizar o pagamento e prestígio.
Comunidades residenciais constituídas por uma única minoria racial em áreas metropolitanas tendem a formar redes de empregos devido ao isolamento de outras raças. As redes de empregos costumam ser usadas como a melhor maneira de encontrar boas oportunidades de emprego, mas pode ser prejudicial se não resultar em salários mais altos. As redes podem levar a um acesso desigual às oportunidades de emprego e para as minorias, resultar na redução da competição por mercados de trabalho com melhor remuneração e no aumento da competição nos de menor renda. Isso resulta em uma diminuição do preço dos salários para os mercados de trabalho. Homens negros e latinos que usam redes consistindo principalmente de sua própria raça têm uma taxa de emprego mais baixa, enquanto os homens brancos terão taxas de emprego mais altas. Além disso, para aqueles que imigram ilegalmente, é mais fácil conseguir alguns empregos de baixa remuneração. Como costumam trabalhar em rede dentro de sua comunidade, esses empregos se concentram ainda mais em certos grupos raciais / étnicos.

## Efeitos

### Diferença salarial
As mulheres em empregos dominados por mulheres pagam duas penalidades: o salário médio de seus empregos é menor do que em empregos dominados por homens comparáveis, e elas ganham menos em relação aos homens nos mesmos empregos. Desde 1980, a segregação ocupacional é o maior fator isolado das disparidades salariais entre homens e mulheres, respondendo por mais da metade das disparidades salariais. Além disso, os salários das mulheres são afetados negativamente pela porcentagem de mulheres no emprego, mas os salários dos homens são essencialmente afetados. reduções de salários ocorrem para todos os trabalhadores, independentemente da raça. A hipótese de aglomeração postula que a segregação ocupacional reduz todos os rendimentos das mulheres como resultado da exclusão das mulheres de ocupações principalmente masculinas e da segregação em várias ocupações predominantemente femininas. Dado que as habilidades femininas são tradicionalmente menos recompensadas em salário e prestígio, a aglomeração de mulheres em certas ocupações torna essas ocupações menos valorizadas tanto em salário quanto em prestígio.
A aglomeração é aliviada por meio de mudanças macro na segregação ocupacional. Ensinar, por exemplo, pelo menos nas gerações recentes, é tradicionalmente uma profissão dominada pelas mulheres. No entanto, quando se abrem vagas para mulheres em negócios e outras ocupações de alta renda, os conselhos escolares devem aumentar os salários dos professores em potencial para atrair candidatos. Este é um exemplo de como até mesmo mulheres em profissões tradicionalmente dominadas por mulheres ainda se beneficiam em termos de salários com a integração de gênero no mercado.
As disparidades salariais começam no momento da contratação. No estudo de Penner sobre o papel da classificação ocupacional para o salário inicial em uma empresa, ele descobriu que a taxa salarial média de mercado para as mulheres contratadas era 67% daquela dos homens. Em comparação com os brancos, a taxa salarial média de mercado para negros, hispânicos e asiáticos era de 72, 84 e 90%, respectivamente. Uma vez que os salários de mercado são predeterminados antes da contratação dos candidatos, as diferenças nos salários de mercado entre cada grupo é o resultado da classificação profissional.
Von Lockette descobriu que nas áreas metropolitanas com alta concentração de segregação ocupacional, os homens negros, latinos e brancos com menor escolaridade recebiam menos. Em áreas de segregação residencial, os homens brancos puderam receber melhores salários, enquanto os negros e latinos receberam menos, o que indica a possibilidade de que as redes sociais / de trabalho tenham efeito sobre os salários.

### Oportunidades perdidas
As habilidades que as mulheres e as minorias podem oferecer são desperdiçadas porque são atribuídas a funções inadequadas. Aqueles que são altamente qualificados não podem contribuir para a economia de trabalho em constante mudança, resultando em uma diminuição da eficiência e do pensamento diversificado. Para manter ativamente os negros fora de cargos mais elevados na força de trabalho, a administração costuma alocar executivos negros para cargos mais racializados, como cargos de diversidade ou de ligação que os conectam à comunidade negra. Embora esses cargos sejam importantes, eles não são rastreados para posições mais altas, como CEO, e são menos visíveis.
Em comparação com ser independente, usar redes comunitárias pode ser benéfico, pois é mais fácil conseguir um emprego do que as pessoas em seu círculo social também trabalham. No entanto, isso geralmente resulta em ineficiências no mercado de trabalho em geral. Indivíduos com escolaridade excessiva para o cargo não apenas ocupam espaço que poderia ter sido destinado a outras pessoas em sua rede social, mas também diminuem a produtividade média do trabalho no mercado de trabalho.

## Medição
A segregação ocupacional é medida usando o D de Duncan (ou o índice de dissimilaridade ), que serve como uma medida de dissimilaridade entre duas distribuições.
Para calcular D:
1. Identifique N ocupações diferentes.
2. Calcule a porcentagem de homens (ou outra categoria atribuída) que trabalham em cada uma das ocupações e a porcentagem de mulheres que trabalham em cada ocupação. Dê a cada grupo um nome de variável (por exemplo, ao comparar homens e mulheres, m 1 é igual à porcentagem de homens e w 1 é igual à porcentagem de mulheres).
3. O D de Duncan é calculado usando esta fórmula:[39] {\displaystyle D=(1/2)\sum _{i=1}^{N}(m_{1}-w_{1})}
  - É importante notar que o D de Duncan usa porcentagens. Em uma determinada ocupação, o número de um determinado grupo demográfico nessa ocupação deve ser dividido pelo número total do mesmo grupo demográfico em todas as ocupações. Por exemplo: você pode ter 10 homens que são enfermeiras de um total de 600 homens. O valor para a ocupação de enfermeiros do sexo masculino deve ser 10/600, ou 0,0166.

Por comparar as proporções de ambos os grupos, uma pontuação de 0 significa que há representação igual entre os dois grupos, enquanto uma pontuação de 1 demonstra uma alta concentração de um grupo e distribuição desigual entre os dois grupos. O número derivado dessa equação é igual ao proporcional de um grupo que deve mudar de posição para que a igualdade aconteça.

## Soluções

### Comissão de oportunidades iguais de emprego
O Título VII da Lei dos Direitos Civis de 1964 foi elaborado para garantir tratamento justo e proteção legal às mulheres e grupos minoritários. O Título VII afirma que é ilegal “discriminar no emprego com base na raça, cor, religião, sexo ou nacionalidade de uma pessoa” e é aplicado pela EEOC. As reclamações de discriminação são enviadas para a EEOC para serem resolvidas. A EEOC também procura locais onde ocorre discriminação sistêmica. Pode ter efeitos diretos e indiretos na resolução da discriminação: pode ajudar a vítima a ganhar processos contra a discriminação de sua empresa, ao mesmo tempo que influencia as empresas ao seu redor a mudar suas políticas para evitar possíveis transgressões futuras. Ele também estabelece precedentes no tribunal sob o Título VII.
A Equal Employment Opportunity Commission recebe um relatório cobrindo a raça, etnia e gênero dos funcionários em nove categorias diferentes de cada empregador privado que tem “mais de 100 funcionários e contratados do governo com mais de 50 funcionários e contratos no valor de $ 50.000”. Isso foi exigido pela Lei dos Direitos Civis de 1964.
Os salários aumentam conforme a EEOC cobra contra um aumento da indústria. Nas últimas décadas, os aumentos salariais em resposta a processos judiciais foram maiores para mulheres negras em comparação com mulheres brancas. No entanto, isso pode ser devido a mais mulheres negras processando discriminação. Wilhelm mostra que o processo por transgressões de discriminação de gênero está funcionando, mas o processo por transgressões por discriminação racial tem menos probabilidade de funcionar.

### Programas de diversidade
As práticas comuns de diversidade incluem planos de ação afirmativa, comitês e forças-tarefa de diversidade, gerentes de diversidade, treinamento em diversidade, avaliações de diversidade para gerentes, programas de networking e programas de mentoria. Kalev descobriu que a diversidade no local de trabalho não ocorre como resultado de programas como treinamento em diversidade e avaliações de diversidade, que têm como objetivo acabar com os estereótipos gerenciais por meio da educação. Quando os locais de trabalho incorporaram programas projetados para ajudar mulheres e minorias a aumentar seu alcance, como networking ou aconselhamento, sua diversidade aumentou moderadamente. Os programas que funcionaram consideravelmente foram aqueles que mudaram a estrutura do local de trabalho e os responsabilizaram pela mudança, como planos de ação afirmativa, comitês de diversidade e cargos diversos. Esses programas reconhecem que a segregação é sistêmica e mais do que apenas um preconceito individual. As mulheres brancas se beneficiam mais com a ação afirmativa, e as mulheres negras se beneficiam mais do que os homens negros. A implementação desses programas permite que os outros programas também funcionem melhor.
Uma desvantagem de iniciativas como a ação afirmativa é que as pessoas podem ver as mulheres e as minorias como indignas de suas posições. Outros empecilhos ao treinamento em diversidade incluem a culpa dos brancos e a percepção de que as minorias estão tentando ganhar poder sobre eles.

### Mudanças na cultura
Princípios culturais igualitários de gênero, ou mudanças nas normas tradicionais de gênero, são uma solução possível para a segregação ocupacional na medida em que reduzem a discriminação, afetam a auto avaliação das mulheres e apoiam mudanças estruturais. A segregação horizontal, no entanto, é mais resistente à mudança de pressões igualitárias simplesmente modernas. Mudanças nas normas podem reforçar o impacto da integração ocupacional porque, uma vez que as pessoas vejam as mulheres em ocupações tradicionalmente dominadas pelos homens, suas expectativas sobre as mulheres no mercado de trabalho podem mudar.
Alguns estudiosos, como Haveman e Beresford, argumentam, portanto, que quaisquer políticas destinadas a reduzir a desigualdade ocupacional devem enfocar as mudanças culturais. De acordo com Haveman e Beresford, as pessoas nos Estados Unidos têm historicamente tendido a rejeitar políticas que apoiam apenas um grupo (a menos que esse grupo seja eles). Portanto, políticas eficazes para limitar a segregação ocupacional devem ter como objetivo fornecer benefícios entre os grupos. Portanto, as políticas que visam limitar as horas de trabalho para trabalhadores assalariados ou obrigam a creche patrocinada pelo empregador no local podem ser mais eficazes.
Além disso, quanto mais integração ocupacional ocorre, mais mulheres estão em posições de tomar decisões importantes que afetam a segregação ocupacional. Se o mercado de trabalho se tornar menos segregado, aqueles que tomam decisões de pessoal em ocupações tradicionalmente dominadas por mulheres terão que tornar os empregos, mesmo os de status mais elevado, mais atraentes para as mulheres para mantê-los. As instituições educacionais, por exemplo, terão de nomear mais mulheres para cargos de chefia de departamento e outros cargos de autoridade a fim de reter as trabalhadoras, ao passo que esses empregos poderiam ter sido anteriormente para homens.